# Suren Sarkisjan
Suren Sarkisjan (ros. Сурен Саркисян, orm. Սուրեն Սարգսյան, ur. 31 października 1924 we wsi Woskewaz obecnie w prowincji Aragacotn (Armenia), zm. 14 listopada 2009 w Erywaniu) – radziecki wojskowy narodowości ormiańskiej, kapral (jefrejtor), Bohater Związku Radzieckiego (1945).

## Życiorys
Urodził się w ormiańskiej rodzinie chłopskiej. Skończył 10 klas, od 1942 służył w Armii Czerwonej, od lutego 1943 uczestniczył w wojnie z Niemcami. W składzie kompanii łączności 837 pułku piechoty 238 Dywizji Piechoty walczył na Froncie Kalinińskim, Zachodnim, Briańskim, Białoruskim, 1 i 2 Białoruskim. Brał udział w operacji orłowskiej, briańskiej, forsowaniu Dniepru, operacji białostockiej, wschodniopruskiej, pomorskiej i berlińskiej, m.in. w wyzwalaniu Karaczewa i Mohylewa jako telefonista kompanii łączności 837 pułku piechoty 238 Dywizji Piechoty 50 Armii 2 Frontu Białoruskiego. Był ranny, w związku z czym w marcu 1946 został zdemobilizowany. W 1951 ukończył Erywański Instytut Politechniczny, później pracował jako inżynier. Był członkiem Rady Weteranów Erywania.

## Odznaczenia
- Złota Gwiazda Bohatera Związku Radzieckiego (24 marca 1945)
- Order Lenina (24 marca 1945)
- Order Czerwonego Sztandaru (5 maja 1945)
- Order Wojny Ojczyźnianej I klasy (11 marca 1985)
- Order Czerwonego Sztandaru Pracy (11 czerwca 1971)
- Order Czerwonej Gwiazdy (5 października 1944)
- Order „Znak Honoru” (31 grudnia 1966)
- Medal „Za zasługi bojowe” (12 czerwca 1944)

I inne.